# Андре Мартіне
Андре Мартіне (фр. André Martinet, 12 квітня 1908, Сент-Альбан-де-Віллар;— 16 серпня 1999, Шатне-Малабрі) — французький мовознавець, один з останніх великих теоретиків структуралізму. Зазнав впливу функціоналізму Празької школи. Автор робіт «Принцип економії у фонетичних змінах», «Принципи загального мовознавства» (перекладена на 13 мов), «Загальний синтаксис» та ін.

## Біографія
Андре Мартіне студіював англійську мову. 1937 року захистив одночасно дві докторські роботи: «La Gémination consonantique d'origine expressive dans les langues germaniques» (Подвоєння приголосних експресивного походження в германських мовах) та «La Phonologie du mot en danois» (Фонологія слова в данській мові).
З 1938 до 1946 року був науковим директором Вищої практичної школи (École pratique des hautes études) в Парижі.
Після війни переїхав до Нью-Йорка. В 1946—1955 роках працював у США, в цей період був головним редактором журналу «Word», президентом Міжнародної асоціації допоміжної мови (розробила мову інтерлінгва), викладав в Колумбійському університеті. У 1955 році повернувся на роботу до Вищої практичної школи, а також обійняв посаду завідувача кафедри загальної лінгвістики в Сорбонні. Став першим президентом Європейського лінгвістичного товариства  (Societas Linguistica Europea, SLE) - у 1966-1967 рр., а також заснував Товариство функціональної лінгвістики - 1976 р. та журнал Лінгвістика (La Linguistique) - 1965.
Андре Мартіне запровадив у мовознавстві поняття подвійного членування .
Був двічі одружений: з Карен Мартіне (до шлюбу Міккелльсен Серенсен — Mikkelsen Sørensen) та з Жанною Мартіне (до шлюбу Аллар).

## Праці
- La gémination consonantique d'origine expressive dans les langues germaniques, Copenhague, Munksgaard, 1937.
- La phonologie du mot en danois, Paris, Klincksieck, 1937.
- La prononciation du français contemporain, Paris, Droz, 1945.
- Économie des changements phonétiques, Berne, Francke, 1955.
- La description phonologique avec application au parler francoprovençal d'Hauteville (Savoie), coll. " Publication romanes et françaises ", Genève, Librairie Droz, 1956.
- Éléments de linguistique générale, Paris, Armand Colin, 1960.
- A functional view of language, Oxford, Clarendon, 1962.
  - Traduction en français : Langue et fonction, 1962.
- La linguistique synchronique, Paris, Presses universitaires de France, 1965.
- Le français sans fard, coll. " Sup ", Paris, PUF, 1969.
- Dictionnaire de la prononciation française dans son usage réel, avec Henriette Walter, Paris, France-Expansion, 1973.
- Évolution des langues et reconstruction, Paris, PUF, 1975.
- Studies in Functional Syntax, München, Wilhelm Fink Verlag, 1975.
- Grammaire fonctionnelle du français, Paris, Didier, 1979.
- Syntaxe générale, 1985.
- Des steppes aux océans, Paris, Payot, 1986.
- Fonction et dynamique des langues, Paris, Armand Colin, 1989.
- Mémoires d'un linguiste, vivre les langues, 1993.